# Rutesheim
Rutesheim è un comune tedesco di 10 249 abitanti, situato nel land del Baden-Württemberg.